# Copa Davis 2015
La Copa Davis 2015, també coneguda com a Davis Cup by BNP Paribas 2015, correspon a la 104a edició del torneig de tennis masculí més important per nacions. 16 equips participaren en el Grup Mundial i més de cent en els diferents grups regionals.

## Grup Mundial
| Equips participants | Equips participants | Equips participants | Equips participants |
| Alemanya            | Argentina (5)       | Austràlia           | Bèlgica             |
| Brasil              | Canadà (8)          | Croàcia             | Estats Units (7)    |
| França (1)          | Itàlia (6)          | Japó                | Kazakhstan          |
| Regne Unit          | Txèquia (3)         | Sèrbia (4)          | Suïssa (2)          |
| ------------------- | ------------------- | ------------------- | ------------------- |

### Quadre
|  | Primera ronda 6 - 8 de març              | Primera ronda 6 - 8 de març | Primera ronda 6 - 8 de març                     |                             |           | Quarts de final 17 - 19 de juliol | Quarts de final 17 - 19 de juliol    | Quarts de final 17 - 19 de juliol |   |   | Semifinals 18 - 20 de setembre | Semifinals 18 - 20 de setembre        | Semifinals 18 - 20 de setembre |  |  | Final 27 - 29 de novembre | Final 27 - 29 de novembre | Final 27 - 29 de novembre |
|  |                                          |                             |                                                 |                             |           |                                   |                                      |                                   |   |   |                                |                                       |                                |  |  |                           |                           |                           |
|  | Frankfurt, Alemanya (dura interior)      |                             |                                                 |                             |           |                                   |                                      |                                   |   |   |                                |                                       |                                |  |  |                           |                           |                           |
|  | 1                                        | França                      | 3                                               |                             |           |                                   |                                      |                                   |   |   |                                |                                       |                                |  |  |                           |                           |                           |
|  | 1                                        | França                      | 3                                               | Londres, Regne Unit (gespa) |           |                                   |                                      |                                   |   |   |                                |                                       |                                |  |  |                           |                           |                           |
|  |                                          | Alemanya                    | 2                                               |                             |           |                                   |                                      |                                   |   |   |                                |                                       |                                |  |  |                           |                           |                           |
|  |                                          | Alemanya                    | 2                                               | 1                           | França    | 1                                 |                                      |                                   |   |   |                                |                                       |                                |  |  |                           |                           |                           |
|  | Glasgow, Regne Unit (dura interior)      |                             |                                                 | 1                           | França    | 1                                 |                                      |                                   |   |   |                                |                                       |                                |  |  |                           |                           |                           |
|  |                                          |                             | Regne Unit                                      | 3                           |           |                                   |                                      |                                   |   |   |                                |                                       |                                |  |  |                           |                           |                           |
|  | 7                                        | Estats Units                | Regne Unit                                      | 3                           | 2         |                                   |                                      |                                   |   |   |                                |                                       |                                |  |  |                           |                           |                           |
|  | 7                                        | Estats Units                |                                                 |                             | 2         |                                   | Glasgow, Regne Unit (dura interior)  |                                   |   |   |                                |                                       |                                |  |  |                           |                           |                           |
|  |                                          | Regne Unit                  | 3                                               |                             |           |                                   |                                      |                                   |   |   |                                |                                       |                                |  |  |                           |                           |                           |
|  |                                          |                             |                                                 |                             |           |                                   |                                      | Regne Unit                        | 3 |   |                                |                                       |                                |  |  |                           |                           |                           |
|  | Ostrava, República Txeca (dura interior) |                             |                                                 |                             |           |                                   |                                      | Regne Unit                        | 3 |   |                                |                                       |                                |  |  |                           |                           |                           |
|  |                                          |                             | Austràlia                                       | 2                           |           |                                   |                                      |                                   |   |   |                                |                                       |                                |  |  |                           |                           |                           |
|  | 3                                        | Txèquia                     | Austràlia                                       | 2                           | 2         |                                   |                                      |                                   |   |   |                                |                                       |                                |  |  |                           |                           |                           |
|  | 3                                        | Txèquia                     | Darwin, Austràlia (gespa)                       |                             | 2         |                                   |                                      |                                   |   |   |                                |                                       |                                |  |  |                           |                           |                           |
|  |                                          | Austràlia                   | 3                                               |                             |           |                                   |                                      |                                   |   |   |                                |                                       |                                |  |  |                           |                           |                           |
|  |                                          | Austràlia                   | 3                                               |                             | Austràlia | 3                                 |                                      |                                   |   |   |                                |                                       |                                |  |  |                           |                           |                           |
|  | Astanà, Kazakhstan (dura interior)       |                             |                                                 |                             | Austràlia | 3                                 |                                      |                                   |   |   |                                |                                       |                                |  |  |                           |                           |                           |
|  |                                          |                             | Kazakhstan                                      | 2                           |           |                                   |                                      |                                   |   |   |                                |                                       |                                |  |  |                           |                           |                           |
|  | 6                                        | Itàlia                      | Kazakhstan                                      | 2                           | 2         |                                   |                                      |                                   |   |   |                                |                                       |                                |  |  |                           |                           |                           |
|  | 6                                        | Itàlia                      |                                                 |                             | 2         |                                   |                                      |                                   |   |   |                                | Gant, Bèlgica (terra batuda interior) |                                |  |  |                           |                           |                           |
|  |                                          | Kazakhstan                  | 3                                               |                             |           |                                   |                                      |                                   |   |   |                                |                                       |                                |  |  |                           |                           |                           |
|  |                                          |                             |                                                 |                             |           |                                   |                                      |                                   |   |   |                                |                                       |                                |  |  |                           |                           |                           |
|  |                                          |                             |                                                 |                             |           |                                   |                                      |                                   |   |   |                                |                                       |                                |  |  | Regne Unit                | 3                         |                           |
|  | Buenos Aires, Argentina (terra batuda)   |                             |                                                 |                             |           |                                   |                                      |                                   |   |   |                                |                                       |                                |  |  | Regne Unit                | 3                         |                           |
|  |                                          |                             | Bèlgica                                         | 1                           |           |                                   |                                      |                                   |   |   |                                |                                       |                                |  |  |                           |                           |                           |
|  |                                          | Brasil                      | Bèlgica                                         | 1                           | 2         |                                   |                                      |                                   |   |   |                                |                                       |                                |  |  |                           |                           |                           |
|  |                                          | Brasil                      | Buenos Aires, Argentina (terra batuda interior) |                             | 2         |                                   |                                      |                                   |   |   |                                |                                       |                                |  |  |                           |                           |                           |
|  | 5                                        | Argentina                   | 3                                               |                             |           |                                   |                                      |                                   |   |   |                                |                                       |                                |  |  |                           |                           |                           |
|  | 5                                        | Argentina                   | 3                                               |                             | 5         | Argentina                         | 4                                    |                                   |   |   |                                |                                       |                                |  |  |                           |                           |                           |
|  | Kraljevo, Sèrbia (dura interior)         |                             |                                                 |                             | 5         | Argentina                         | 4                                    |                                   |   |   |                                |                                       |                                |  |  |                           |                           |                           |
|  |                                          | 4                           | Sèrbia                                          | 1                           |           |                                   |                                      |                                   |   |   |                                |                                       |                                |  |  |                           |                           |                           |
|  |                                          | 4                           | Sèrbia                                          | 1                           | Croàcia   | 0                                 |                                      |                                   |   |   |                                |                                       |                                |  |  |                           |                           |                           |
|  |                                          |                             |                                                 |                             | Croàcia   | 0                                 | Brussel·les, Bèlgica (dura interior) |                                   |   |   |                                |                                       |                                |  |  |                           |                           |                           |
|  | 4                                        | Sèrbia                      | 5                                               |                             |           |                                   |                                      |                                   |   |   |                                |                                       |                                |  |  |                           |                           |                           |
|  | 4                                        | Sèrbia                      | 5                                               |                             |           |                                   |                                      |                                   |   | 5 | Argentina                      | 2                                     |                                |  |  |                           |                           |                           |
|  | Vancouver, Canadà (dura interior)        |                             |                                                 |                             |           |                                   |                                      |                                   |   | 5 | Argentina                      | 2                                     |                                |  |  |                           |                           |                           |
|  |                                          |                             | Bèlgica                                         | 3                           |           |                                   |                                      |                                   |   |   |                                |                                       |                                |  |  |                           |                           |                           |
|  |                                          | Japó                        | Bèlgica                                         | 3                           | 2         |                                   |                                      |                                   |   |   |                                |                                       |                                |  |  |                           |                           |                           |
|  |                                          | Japó                        | Oostende, Bèlgica (terra batuda)                |                             | 2         |                                   |                                      |                                   |   |   |                                |                                       |                                |  |  |                           |                           |                           |
|  | 8                                        | Canadà                      | 3                                               |                             |           |                                   |                                      |                                   |   |   |                                |                                       |                                |  |  |                           |                           |                           |
|  | 8                                        | Canadà                      | 3                                               |                             | 8         | Canadà                            | 0                                    |                                   |   |   |                                |                                       |                                |  |  |                           |                           |                           |
|  | Lieja, Bèlgica (dura interior)           |                             |                                                 |                             | 8         | Canadà                            | 0                                    |                                   |   |   |                                |                                       |                                |  |  |                           |                           |                           |
|  |                                          |                             | Bèlgica                                         | 5                           |           |                                   |                                      |                                   |   |   |                                |                                       |                                |  |  |                           |                           |                           |
|  |                                          | Bèlgica                     | Bèlgica                                         | 5                           | 3         |                                   |                                      |                                   |   |   |                                |                                       |                                |  |  |                           |                           |                           |
|  |                                          | Bèlgica                     |                                                 |                             | 3         |                                   |                                      |                                   |   |   |                                |                                       |                                |  |  |                           |                           |                           |
|  | 2                                        | Suïssa                      | 2                                               |                             |           |                                   |                                      |                                   |   |   |                                |                                       |                                |  |  |                           |                           |                           |

## Play-off Grup Mundial
Els partits del Play-off del Grup Mundial es van disputar el 18 i 20 de setembre de 2015 i hi van participar els vuit equips perdedors de la primera ronda del Grup Mundial contra els vuit equips guanyadors dels Grup I dels tres sectors mundials. L'elecció dels caps de sèrie es va basar en el rànquing de la Copa Davis.
| Seu (superfície)                                                     | Equip local          | Resultat | Equip visitant   |
| -------------------------------------------------------------------- | -------------------- | -------- | ---------------- |
| R.K.Khanna Tennis Stadium, Nova Delhi, Índia (dura)                  | Índia                | 1 − 3    | Txèquia (1)      |
| Palexpo, Ginebra, Suïssa (dura interior)                             | Suïssa (2)           | 4 − 1    | Països Baixos    |
| Sports Palace Baikal-Arena, Irkutsk, Rússia (dura interior)          | Rússia               | 1 − 4    | Itàlia (3)       |
| Olympic Tennis School, Taixkent, Uzbekistan (terra batuda)           | Uzbekistan           | 1 − 3    | Estats Units (4) |
| Club Camprestre - Santiago Giraldo, Pereira, Colòmbia (terra batuda) | Colòmbia             | 2 − 3    | Japó (5)         |
| Parque del Este, Santo Domingo, República Dominicana (dura)          | República Dominicana | 1 − 4    | Alemanya (6)     |
| Costao do Santinho Resort, Florianópolis, Brasil (terra batuda)      | Brasil               | 1 − 3    | Croàcia (7)      |
| Gdynia Arena, Gdynia, Polònia (dura interior)                        | Polònia              | 3 − 2    | Eslovàquia (8)   |

## Sector Àfrica/Europa

### Grup I
Els partits de la primera i segona ronda del Grups I africà-europeu es van disputar entre el 6 i 8 de març, i 17 i 19 de juliol de 2015 respectivament. Els equips vencedors de la segona ronda van accedir al Play-off del Grup Mundial mentre que els perdedors de la primera ronda van accedir al Play-off de descens als Grups II. Les rondes del play-off de descens es va disputar entre els dies 17 i 19 de juliol, 18 i 20 de setembre, i 30 d'octubre i 1 de novembre. L'elecció dels caps de sèrie es va basar en el rànquing de la Copa Davis.
| Seu (superfície)                                                           | Equip local  | Resultat     | Equip visitant    |
| Segona ronda                                                               | Segona ronda | Segona ronda | Segona ronda      |
| -------------------------------------------------------------------------- | ------------ | ------------ | ----------------- |
| Fetisov Arena, Vladivostok, Rússia (dura interior)                         | Rússia       | 3 − 2        | Espanya (1)       |
| KTC Turnier GmbH, Kitzbühel, Àustria (terra batuda)                        | Àustria      | 2 − 3        | Països Baixos (3) |
| Tenis Club IDU, Constanța, Romania (terra batuda)                          | Romania      | 2 − 3        | Eslovàquia        |
| Azoty Arena, Szczecin, Polònia (dura interior)                             | Polònia      | 3 − 1        | Ucraïna (2)       |
| Primera ronda                                                              |              |              |                   |
| Sport Complex Gazprom Yamburg, Novy Urengoy, Rússia (dura interior)        | Rússia       | 4 − 1        | Dinamarca         |
| Idrottshuset Örebro, Örebro, Suècia (dura interior)                        | Suècia       | 2 − 3        | Àustria           |
| Aegon Arena National Tennis Centre, Bratislava, Eslovàquia (dura interior) | Eslovàquia   | 5 − 0        | Eslovènia         |
| Sala Transilvania, Sibiu, Romania (terra batuda interior)                  | Romania      | 5 − 0        | Israel (4)        |
| Orlen Arena, Płock, Polònia (dura interior)                                | Polònia      | 3 − 2        | Lituània          |
| Primera ronda del play-off de descens                                      |              |              |                   |
| Odense Idrætshal, Odense, Dinamarca (dura interior)                        | Dinamarca    | 0 − 5        | Espanya (1)       |
| Drive Inn Arena, Tel-Aviv, Israel (dura interior)                          | Israel (4)   | 3 − 2        | Eslovènia         |
| Siemens Arena, Vílnius, Lituània (dura interior)                           | Lituània     | 1 − 4        | Ucraïna (2)       |
| Segona ronda del play-off de descens                                       |              |              |                   |
| Dinamarca                                                                  | Dinamarca    | 2 − 3        | Suècia            |
| Eslovènia                                                                  | Eslovènia    | 5 − 0        | Lituània          |

### Grup II
Els partits de la primera i segona ronda del Grups II africà-europeu es van disputar entre el 6 i 8 de març, i 17 i 19 de juliol de 2015 respectivament. La tercera ronda i els partits de play-off de descens es van disputar el 18 i 20 de setembre. Els dos equips vencedors de la tercera ronda van accedir al Grup africà-europeu, mentre que els quatre equips perdedors del play-off de descens van descendir a del Grup III africà-europeu. L'elecció dels caps de sèrie es va basar en el rànquing de la Copa Davis.
| Seu (superfície)                                                       | Equip local    | Resultat      | Equip visitant           |
| Tercera ronda                                                          | Tercera ronda  | Tercera ronda | Tercera ronda            |
| ---------------------------------------------------------------------- | -------------- | ------------- | ------------------------ |
| Clube de Ténis de Viana, Viana do Castelo, Portugal (terra batuda)     | Portugal (3)   | 3 − 2         | Belarús (7)              |
| Bulgarian National Tennis Center, Sofia, Hongria (terra batuda)        | Hongria        | 3 − 2         | Bulgària                 |
| Segona ronda                                                           |                |               |                          |
| Garanti Koza Arena, Istanbul, Turquia (dura)                           | Turquia        | 2 − 3         | Belarús (7)              |
| Clube de Ténis de Viana, Viana do Castelo, Portugal (terra batuda)     | Portugal (3)   | 4 − 1         | Finlàndia (6)            |
| Siófok KC, Siófok, Hongria (terra batuda)                              | Hongria        | 3 − 2         | Bòsnia i Hercegovina (5) |
| Tennis Club Howald, Ciutat de Luxemburg, Luxemburg (terra batuda)      | Luxemburg (8)  | 0 − 5         | Bulgària                 |
| Primera ronda                                                          |                |               |                          |
| Mersin Tenis Kompleksi, Mersin, Turquia (dura interior)                | Turquia        | 3 − 2         | Sud-àfrica (1)           |
| Castleknock Tennis Club, Dublín, Irlanda (dura interior)               | Irlanda        | 0 − 5         | Belarús (7)              |
| Centro Desportivo do Jamor, Cruz Quebrada, Portugal (dura interior)    | Portugal (3)   | 4 − 1         | Marroc                   |
| Monte Carlo Country Club, Ròcabruna Caup Martin, Mònaco (terra batuda) | Mònaco         | 2 − 3         | Finlàndia (6)            |
| Harare Sports Club, Harare, Zimbabwe (dura)                            | Zimbàbue       | 1 − 4         | Bòsnia i Hercegovina (5) |
| Gyor Városi Egyetemi Csarnok, Győr, Hongria (dura interior)            | Hongria        | 4 − 1         | Moldàvia (4)             |
| Centre National de Tennis, Esch-sur-Alzette, Luxemburg (dura interior) | Luxemburg (8)  | 3 − 2         | Madagascar               |
| Tenisa Centrs Lielupe, Jūrmala, Letònia (dura interior)                | Letònia (2)    | 1 − 4         | Bulgària                 |
| Play-off de descens                                                    |                |               |                          |
| Irene Country Club, Centurion, Sud-àfrica (dura)                       | Sud-àfrica (1) | 5 − 0         | Irlanda                  |
| Monte Carlo Country Club, Ròcabruna Caup Martin, Mònaco (terra batuda) | Mònaco         | 3 − 1         | Marroc                   |
| Harare Sports Club, Harare, Zimbabwe (dura)                            | Zimbàbue       | 5 − 0         | Moldàvia (4)             |
| Liepajas Tenisa Sporta Skola, Liepāja, Letònia (terra batuda)          | Letònia (2)    | 3 − 2         | Madagascar               |

### Grup III

#### Àfrica
Els partits del Grup III del sector africà es van disputar entre el 26 i el 31 d'octubre de 2015 sobre terra batuda exterior en el Smash Tennis Academy del Caire, Egipte. La primera fase estava formada per dos grups de quatre països. Els dos primers de cada grup es van enfrontar en una eliminatòria, el primer del grup A contra el segon del B, i viceversa, per determinar els dos països que ascendien al Grup II del sector africà-europeu.
Grup A
|         | Tunísia | Namíbia | Algèria | Ghana | V − D | Partits | Sets | Pos. |
| Tunísia |         | 3−0     | 3−0     | 3−0   | 3−0   | 9−0     | 18−0 | 1    |
| Namíbia | 0−3     |         | 2−1     | 2−1   | 2−1   | 4−5     | 9−11 | 2    |
| Algèria | 0−3     | 1−2     |         | 3−0   | 1−2   | 4−5     | 8−12 | 3    |
| Ghana   | 0−3     | 0−3     | 0−3     |       | 0−3   | 1−8     | 4−16 | 4    |

Grup B
|          | Egipte | Benín | Moçambic | Líbia | V − D | Partits | Sets | Pos. |
| Egipte   |        | 2−1   | 3−0      | 3−0   | 3−0   | 8−1     | 17−2 | 1    |
| Benín    | 1−2    |       | 2−1      | 3−0   | 2−1   | 6−3     | 13−7 | 2    |
| Moçambic | 0−3    | 1−2   |          | 3−0   | 1−2   | 4−5     | 7−11 | 3    |
| Líbia    | 0−3    | 0−3   | 0−3      |       | 0−3   | 0−9     | 0−17 | 4    |

Play-offs
| Ronda         | Equip A | Resultat | Equip B  |
| ------------- | ------- | -------- | -------- |
| Ascens        | Tunísia | 2 − 0    | Benín    |
| Ascens        | Egipte  | 2 − 0    | Namíbia  |
| Cinquè / Sisè | Algèria | 2 − 1    | Moçambic |
| Setè / Vuitè  | Ghana   | 2 − 0    | Líbia    |

#### Europa
Els partits del Grup III del sector europeu es van disputar entre el 15 i el 18 de juliol de 2015 sobre terra batuda exterior en el Centro Tennis Cassa di Risparmio de la Ciutat de San Marino, San Marino. La primera fase estava formada per tres grups de tres països i un de quatre. Els primers de cada grup es van enfrontar en una eliminatòria, el primer del grup A contra el primer del B, i el primer del C contra el primer del D, per determinar els dos països que ascendien al Grup II del sector africà-europeu.
Grup A
|            | Xipre | Grècia | San Marino | V − D | Partits | Sets | Pos. |
| Xipre (1)  |       | 2−1    | 3−0        | 2−0   | 5−1     | 11−2 | 1    |
| Grècia     | 1−2   |        | 3−0        | 1−1   | 4−2     | 8−6  | 2    |
| San Marino | 0−3   | 0−3    |            | 0−2   | 0−6     | 1−12 | 3    |

Grup B
|               | Estònia | Montenegro | Liechtenstein | V − D | Partits | Sets | Pos. |
| Estònia (2)   |         | 3−0        | 3−0           | 2−0   | 6−0     | 12−0 | 1    |
| Montenegro    | 0−3     |            | 3−0           | 1−1   | 3−3     | 6−6  | 2    |
| Liechtenstein | 0−3     | 0−3        |               | 0−2   | 0−6     | 0−12 | 3    |

Grup C
|                        | Macedònia del Nord | Noruega | Armènia | V − D | Partits | Sets | Pos. |
| Macedònia del Nord (3) |                    | 0−3     | 3−0     | 1−1   | 3−3     | 9−6  | 2    |
| Noruega                | 3−0                |         | 3−0     | 2−0   | 6−0     | 12−3 | 1    |
| Armènia                | 0−3                | 0−3     |         | 0−2   | 0−6     | 0−12 | 3    |

Grup D
|             | Geòrgia | Malta | Albània | Islàndia | V − D | Partits | Sets | Pos. |
| Geòrgia (4) |         | 3−0   | 3−0     | 3−0      | 3−0   | 9−0     | 18−0 | 1    |
| Malta       | 0−3     |       | 3−0     | 3−0      | 2−1   | 6−3     | 12−8 | 2    |
| Albània     | 0−3     | 0−3   |         | 0−3      | 0−3   | 0−9     | 1−18 | 4    |
| Islàndia    | 0−3     | 0−3   | '3−0    |          | 1−2   | 3−6     | 7−12 | 3    |

Play-offs
| Ronda          | Equip A       | Resultat | Equip B                |
| -------------- | ------------- | -------- | ---------------------- |
| Ascens         | Xipre (1)     | 0 − 2    | Noruega                |
| Ascens         | Estònia (2)   | 0 − 2    | Geòrgia (4)            |
| Cinquè / Vuitè | Grècia        | 0 − 2    | Macedònia del Nord (3) |
| Cinquè / Vuitè | Montenegro    | 2 − 1    | Malta                  |
| Novè / Dotzè   | San Marino    | 2 − 0    | Armènia                |
| Novè / Dotzè   | Liechtenstein | 2 − 1    | Islàndia               |
| Tretzè         | Albània       |          |                        |

## Sector Amèrica

### Grup I
Els partits de la primera i segona ronda del Grups I americà es van disputar entre el 6 i 8 de març, i 17 i 19 de juliol de 2015 respectivament. Els equips vencedors de la segona ronda van accedir al Play-off del Grup Mundial mentre que els perdedors de la primera ronda van accedir al Play-off de descens al Grup II. Les rondes del play-off de descens es va disputar entre els dies 18 i 20 de setembre, i 30 d'octubre i 1 de novembre. L'elecció dels caps de sèrie es va basar en el rànquing de la Copa Davis.
| Seu (superfície)                                                         | Equip local          | Resultat     | Equip visitant       |
| Segona ronda                                                             | Segona ronda         | Segona ronda | Segona ronda         |
| ------------------------------------------------------------------------ | -------------------- | ------------ | -------------------- |
| Carrasco Lawn Tennis Club, Montevideo, Uruguai (terra batuda)            | Uruguai              | 2 − 3        | Colòmbia (1)         |
| Santo Domingo Tennis Club, Santo Domingo, Rep. Dominicana (terra batuda) | República Dominicana | 3 − 2        | Equador (2)          |
| Primera ronda                                                            |                      |              |                      |
| National Tennis Centre, Saint Michael, Barbados (dura)                   | Barbados             | 2 − 3        | República Dominicana |
| Primera ronda del play-off de descens                                    |                      |              |                      |
| National Tennis Centre, Saint Michael, Barbados (dura)                   | Barbados             | 2 − 3        | Equador (2)          |
| Segona ronda del play-off de descens                                     |                      |              |                      |
| National Tennis Centre, Saint Michael, Barbados (dura)                   | Barbados             | 3 − 2        | Uruguai              |

### Grup II
Els partits de la primera, segona i tercera ronda del Grups II del sector americà es van disputar entre el 6 i 8 de març, 17 i 19 de juliol, i 18 i 20 de setembre de 2015 respectivament. L'equip vencedor de la tercera ronda va accedir al Grup I mentre que els perdedors de la primera ronda van accedir als Play-off dels Grups II, i els dos derrotats van descendir al Grup III. L'elecció dels caps de sèrie es va basar en el rànquing de la Copa Davis.
| Seu (superfície)                                                        | Equip local   | Resultat      | Equip visitant  |
| Tercera ronda                                                           | Tercera ronda | Tercera ronda | Tercera ronda   |
| ----------------------------------------------------------------------- | ------------- | ------------- | --------------- |
| Club Palestino, Santiago, Xile (terra batuda)                           | Xile (2)      | 5 − 0         | Veneçuela (1)   |
| Segona ronda                                                            |               |               |                 |
| Cancha Oscar E Payot, Caracas, Veneçuela (dura)                         | Veneçuela (1) | 3 − 2         | El Salvador (4) |
| Coliseo Monumental la Tortuga, Talcahuano, Xile (terra batuda interior) | Xile (2)      | 5 − 0         | Mèxic (3)       |
| Primera ronda                                                           |               |               |                 |
| Cancha Oswaldo Merlin, Caracas, Veneçuela (dura)                        | Veneçuela (1) | 5 − 0         | Costa Rica      |
| Palmas del Mar Tennis Club, Humacao, Puerto Rico (dura)                 | Puerto Rico   | 2 − 3         | El Salvador (4) |
| Cancha Estadio Lorenzo Molina Casares, Mérida, Mèxic (dura)             | Mèxic (3)     | 3 − 1         | Bolívia         |
| Club Palestino, Santiago, Xile (terra batuda)                           | Xile (2)      | 5 − 0         | Perú            |
| Play-off de descens                                                     |               |               |                 |
| Centro de Tenis Honda, San Juan, Puerto Rico (dura)                     | Puerto Rico   | 5 − 0         | Costa Rica      |
| Club Terrezas de Miraflores, Lima, Perú (terra batuda)                  | Perú          | 3 − 2         | Bolívia         |

### Grup III
Els partits del Grup III del sector americà es van disputar entre el 20 i el 25 de juliol de 2015 sobre terra batuda exterior en el Cancha Estadio Centro de Alto Rendimiento Fred Maduro de Ciutat de Panamà, Panamà. La primera fase estava formada per un grup de quatre països i un de cinc. Els dos primers de cada grup es van enfrontar en una eliminatòria, el primer del grup A contra el segon del B, i el primer del B contra el segon de l'A, per determinar els dos països que ascendien al Grup II del sector americà.
Grup A
|              | Paraguai | Cuba | Hondures | Panamà | V − D | Partits | Sets | Pos. |
| Paraguai (1) |          | 3−0  | 3−0      | 3−0    | 3−0   | 9−0     | 18−2 | 1    |
| Cuba         | 0−3      |      | 2−1      | 3−0    | 2−1   | 5−4     | 12−9 | 2    |
| Hondures     | 0−3      | 1−2  |          | 2−1    | 1−2   | 3−6     | 7−14 | 3    |
| Panamà       | 0−3      | 0−3  | 1−2      |        | 0−3   | 1−8     | 5−17 | 4    |

Grup B
|                   | Jamaica | Bermudes | Guatemala | Bahames | Trinitat i Tobago | V − D | Partits | Sets  | Pos. |
| Jamaica (2)       |         | 2−1      | 1−2       | 2−1     | 3−0               | 3−1   | 8−4     | 18−9  | 2    |
| Bermudes          | 1−2     |          | 0−3       | 0−3     | 1−2               | 0−4   | 2−10    | 7−21  | 5    |
| Guatemala         | 2−1     | 3−0      |           | 3−0     | 3−0               | 4−0   | 11−1    | 22−5  | 1    |
| Bahames           | 1−2     | 3−0      | 0−3       |         | 2−1               | 2−2   | 6−6     | 14−12 | 3    |
| Trinitat i Tobago | 0−3     | 2−1      | 0−3       | 1−2     |                   | 1−3   | 3−9     | 6−20  | 4    |

Play-offs
| Ronda         | Equip A      | Resultat | Equip B           |
| ------------- | ------------ | -------- | ----------------- |
| Ascens        | Paraguai (1) | 2 − 0    | Jamaica (2)       |
| Ascens        | Cuba         | 0 − 2    | Guatemala         |
| Cinquè / Sisè | Hondures     | 2 − 0    | Bahames           |
| Setè / Vuitè  | Panamà       | 2 − 0    | Trinitat i Tobago |
| Novè          | Bermudes     |          |                   |

## Sector Àsia/Oceania

### Grup I
Els partits de la primera i segona ronda del Grup I asiàtico-oceànic es van disputar entre el 6 i 8 de març, i 17 i 19 de juliol de 2015 respectivament. Els dos equips vencedors de la segona ronda va accedir al Play-off del Grup Mundial mentre que els perdedors de la primera ronda van accedir al Play-off de descens al Grup II. Les rondes del play-off de descens es va disputar entre els dies 18 i 20 de setembre, i 30 d'octubre i 1 de novembre, i l'equip derrotats va descendir al Grup II. L'elecció dels caps de sèrie es va basar en el rànquing de la Copa Davis.
| Seu (superfície)                                                       | Equip local    | Resultat     | Equip visitant  |
| Segona ronda                                                           | Segona ronda   | Segona ronda | Segona ronda    |
| ---------------------------------------------------------------------- | -------------- | ------------ | --------------- |
| Olympic Tennis School, Taixkent, Uzbekistan (terra batuda)             | Uzbekistan (1) | 3 − 2        | Corea del Sud   |
| Wilding Park Tennis Centre, Christchurch, Nova Zelanda (dura interior) | Nova Zelanda   | 2 − 3        | Índia (2)       |
| Primera ronda                                                          |                |              |                 |
| National Tennis Development Center, Nonthaburi, Tailàndia (dura)       | Tailàndia      | 2 − 3        | Corea del Sud   |
| ASB Tennis Arena, Auckland, Nova Zelanda (dura)                        | Nova Zelanda   | 4 − 1        | R.P. de la Xina |
| Primera ronda del play-off de descens                                  |                |              |                 |
| Segona ronda del play-off de descens                                   |                |              |                 |
| National Tennis Development Center, Nonthaburi, Tailàndia (dura)       | Tailàndia      | 0 − 5        | R.P. de la Xina |

### Grup II
Els partits de la primera, segona i tercera ronda del Grup I asiàtico-oceànic es van disputar entre el 6 i 8 de març, 17 i 19 de juliol, i 18 i 20 de setembre de 2015 respectivament. L'equip vencedor de la tercera ronda va accedir al Grup I mentre que els perdedors de la primera ronda van accedir al Play-off de descens al Grup II. Les rondes del play-off de descens es va disputar entre els dies 17 i 19 de juliol, i els dos equips derrotats van descendir al Grup III. L'elecció dels caps de sèrie es va basar en el rànquing de la Copa Davis.
| Seu (superfície)                                                         | Equip local              | Resultat      | Equip visitant           |
| Tercera ronda                                                            | Tercera ronda            | Tercera ronda | Tercera ronda            |
| ------------------------------------------------------------------------ | ------------------------ | ------------- | ------------------------ |
| Ulusal Tenis Egitim Merkezi Tennis Club, Esmirna, Turquia (dura)         | Pakistan (2)             | 3 − 2         | República de la Xina (1) |
| Segona ronda                                                             |                          |               |                          |
| Kaohsiung Yangming Tennis Courts, Kaohsiung, República de la Xina (dura) | República de la Xina (1) | 3 − 1         | Filipines (3)            |
| Gelora Bung Karno Tennis Stadium, Jakarta, Indonèsia (dura)              | Indonèsia (4)            | 1 − 3         | Pakistan (2)             |
| Primera ronda                                                            |                          |               |                          |
| Kaohsiung Yangming Tennis Courts, Kaohsiung, República de la Xina (dura) | República de la Xina (1) | 5 − 0         | Líban                    |
| Valle Verde Country Club, Pasig, Filipines (terra batuda interior)       | Filipines (3)            | 5 − 0         | Sri Lanka                |
| Bukit Asam Tennis Court, Palembang, Indonèsia (dura)                     | Indonèsia (4)            | 5 − 0         | Iran                     |
| Sri Lanka Tennis Association, Colombo, Sri Lanka                         | Pakistan (2)             | 3 − 2         | Kuwait                   |
| Play-off de descens                                                      |                          |               |                          |
| Sri Lanka Tennis Association, Colombo, Sri Lanka (terra batuda)          | Sri Lanka                | 3 − 2         | Líban                    |
| OPT Tennis Club, Teheran, Iran (terra batuda)                            | Iran                     | 1 − 3         | Kuwait                   |

### Grup III
Els partits del Grup III del sector asiàtico-oceànic es van disputar entre el 25 i el 29 de març de 2015 sobre pista dura exterior en el Kompleks Tenis Tun Razak de Kuala Lumpur, Malàisia. La primera fase estava formada per dos grups de quatre països. El dos primers de cada grup es van enfrontar en una eliminatòria, el primer del grup A contra el segon del B i el primer del B contra el segon de l'A, per determinar els dos països que ascendien al sector Àsia/Oceania del Grup II. Els dos últims de cada grup també es van enfrontar en una eliminatòria per determinar els dos països que descendien al Grup IV.
Grup A
|                | Malàisia | Hong Kong | Aràbia Saudita | Qatar | V − D | Partits | Sets  | Jocs   | Pos. |
| Malàisia (1)   |          | 2−1       | 3−0            | 3−0   | 3−0   | 8−1     | 17−3  | 113−64 | 1    |
| Hong Kong      | 1−2      |           | 3−0            | 2−1   | 2−1   | 6−3     | 13−9  | 113−90 | 2    |
| Aràbia Saudita | 0−3      | 0−3       |                | 0−3   | 0−3   | 0−9     | 2−18  | 57−119 | 4    |
| Qatar          | 1−2      | 3−0       | 1−2            |       | 1−2   | 4−5     | 10−12 | 97−107 | 3    |

Grup B
|              | Vietnam | Síria | Cambodja | Turkmenistan | V − D | Partits | Sets | Jocs   | Pos. |
| Vietnam (2)  |         | 2−1   | 3−0      | 3−0          | 3−0   | 8−1     | 16−2 | 105−54 | 1    |
| Síria        | 1−2     |       | 2−1      | 1−2          | 1−2   | 4−5     | 9−10 | 94−85  | 3    |
| Cambodja     | 0−3     | 1−2   |          | 1−2          | 0−3   | 2−7     | 5−14 | 65−104 | 4    |
| Turkmenistan | 0−3     | 2−1   | 2−1      |              | 2−1   | 4−5     | 8−12 | 84−105 | 2    |

Play-offs
| Ronda   | Equip A        | Resultat | Equip B      |
| ------- | -------------- | -------- | ------------ |
| Ascens  | Malàisia (1)   | 2 − 0    | Turkmenistan |
| Ascens  | Hong Kong      | 0 − 2    | Vietnam (2)  |
| Descens | Qatar          | 1 − 2    | Cambodja     |
| Descens | Aràbia Saudita | 0 − 3    | Síria        |

### Grup IV
Els partits del Grup IV del sector asiàtico-oceànic es van disputar entre el 27 d'abril i el 5 de maig de 2015 sobre pista dura exterior a de Isa Town, Bahrain. La primera fase estava formada per dos grups de cinc i sis països. El dos primers de cada grup es van enfrontar en una eliminatòria, el primer del grup A contra el segon del B i el primer del B contra el segon de l'A, per determinar els dos països que ascendien al sector Àsia/Oceania del Grup III.
Grup A
|                     | Pacific Oceania | Bahrain | Iraq | Jordània | V − D | Partits | Sets  | Jocs    | Pos. |
| Pacific Oceania (1) |                 | 3−0     | 2−1  | 2−1      | 3−0   | 7−2     | 15−8  | 122−90  | 1    |
| Bahrain             | 0−3             |         | 2−1  | 1−2      | 1−2   | 3−6     | 8−13  | 94−117  | 3    |
| Iraq                | 1−2             | 1−2     |      | 1−2      | 0−3   | 3−6     | 8−13  | 95−109  | 4    |
| Jordània            | 1−2             | 2−1     | 2−1  |          | 2−1   | 5−4     | 13−10 | 114−109 | 2    |

Grup B
|                         | Emirats Àrabs Units | Bangladesh | Kirguizstan | Oman | Singapur | V − D | Partits | Sets  | Jocs   | Pos. |
| Emirats Àrabs Units (2) |                     | 3−0        | 3−0         | 3−0  | 1−2      | 3−1   | 10−2    | 21−7  | 156−83 | 2    |
| Bangladesh              | 0−3                 |            | 3−0         | 3−0  | 0−3      | 2−2   | 6−6     | 13−12 | 111−91 | 3    |
| Kirguizstan             | 0−3                 | 0−3        |             | 0−3  | 0−3      | 0−4   | 0−12    | 0−24  | 17−145 | 5    |
| Oman                    | 0−3                 | 0−3        | 3−0         |      | 0−3      | 1−3   | 3−9     | 7−18  | 70−125 | 4    |
| Singapur                | 2−1                 | 3−0        | 3−0         | 3−0  |          | 4−0   | 11−1    | 23−3  | 153−63 | 1    |

Play-offs
| Ronda         | Equip A             | Resultat | Equip B                 |
| ------------- | ------------------- | -------- | ----------------------- |
| Ascens        | Pacific Oceania (1) | 2 − 1    | Emirats Àrabs Units (2) |
| Ascens        | Singapur            | 2 − 0    | Jordània                |
| Cinquè / Sisè | Bahrain             | 1 − 2    | Bangladesh              |
| Setè / Vuitè  | Iraq                | 2 − 1    | Oman                    |
| Novè          | Kirguizstan         |          |                         |

## Resum
| Grup         | Grup      | Països                                                                    |
| ------------ | --------- | ------------------------------------------------------------------------- |
| Grup Mundial | Campió    | Regne Unit                                                                |
| Grup Mundial | Finalista | Bèlgica                                                                   |
| Grup Mundial | Descens   | Brasil                                                                    |
| Grup I       | Ascens    | Polònia                                                                   |
| Grup I       | Descens   | Dinamarca, Lituània, Tailàndia, Uruguai                                   |
| Grup II      | Ascens    | Hongria, Pakistan, Portugal, Xile                                         |
| Grup II      | Descens   | Bolívia, Costa Rica, Iran, Irlanda, Líban, Madagascar, Marroc, Moldàvia   |
| Grup III     | Ascens    | Egipte, Geòrgia, Guatemala, Malàisia, Noruega, Paraguai, Tunísia, Vietnam |
| Grup III     | Descens   | Aràbia Saudita, Qatar                                                     |
| Grup IV      | Ascens    | Pacific Oceania, Singapur                                                 |

## Rànquing
| Rànquing de la Copa Davis ITF 2015 (30/11/2015) | Rànquing de la Copa Davis ITF 2015 (30/11/2015) | Rànquing de la Copa Davis ITF 2015 (30/11/2015) | Rànquing de la Copa Davis ITF 2015 (30/11/2015) | Rànquing de la Copa Davis ITF 2015 (30/11/2015) | Rànquing de la Copa Davis ITF 2015 (30/11/2015) |
| Pos.                                            | País                                            | Punts                                           | Eliminatòries                                   | Ant.                                            | Mov.                                            |
| ----------------------------------------------- | ----------------------------------------------- | ----------------------------------------------- | ----------------------------------------------- | ----------------------------------------------- | ----------------------------------------------- |
| 1.                                              | Regne Unit                                      | 25.196,56                                       | 10                                              | 11                                              | 10                                              |
| 2.                                              | Txèquia                                         | 23.706,25                                       | 13                                              | 1                                               | 1                                               |
| 3.                                              | Suïssa                                          | 18.987,50                                       | 10                                              | 2                                               | 1                                               |
| 4.                                              | Bèlgica                                         | 14.152,50                                       | 10                                              | 16                                              | 12                                              |
| 5.                                              | França                                          | 13.200,00                                       | 10                                              | 3                                               | 2                                               |
| 6.                                              | Argentina                                       | 11.652,50                                       | 11                                              | 5                                               | 1                                               |
| 7.                                              | Sèrbia                                          | 10.187,50                                       | 10                                              | 4                                               | 3                                               |
| 8.                                              | Austràlia                                       | 8.875,00                                        | 11                                              | 15                                              | 7                                               |
| 9.                                              | Itàlia                                          | 7.496,88                                        | 9                                               | 7                                               | 2                                               |
| 10.                                             | Canadà                                          | 6.050,00                                        | 9                                               | 9                                               | 1                                               |
| 11.                                             | Estats Units                                    | 4.903,13                                        | 9                                               | 8                                               | 3                                               |
| 12.                                             | Kazakhstan                                      | 4.825,00                                        | 8                                               | 12                                              | 2                                               |
| 13.                                             | Espanya                                         | 3.900,00                                        | 10                                              | 6                                               | 7                                               |
| 14.                                             | Japó                                            | 3.806,25                                        | 9                                               | 12                                              | 2                                               |
| 15.                                             | Alemanya                                        | 3.567,50                                        | 8                                               | 13                                              | 2                                               |
| 16.                                             | Croàcia                                         | 3.375,00                                        | 8                                               | 14                                              | 2                                               |
| 17.                                             | Polònia                                         | 3.095,00                                        | 11                                              | 25                                              | 8                                               |
| 18.                                             | Eslovàquia                                      | 2.190,00                                        | 10                                              | 24                                              | 6                                               |
| 19.                                             | Països Baixos                                   | 1.925,00                                        | 9                                               | 19                                              | =                                               |
| 20.                                             | Ucraïna                                         | 1.907,50                                        | 11                                              | 18                                              | 2                                               |